# IND 퀸즈 블러바드 선
IND 퀸즈 블러바드 선(영어: IND Queens Boulevard Line, 약칭 QBL) 은 뉴욕의 맨해튼과 퀸스에서 운행하는 뉴욕 지하철의 노선으로 B 디비전에 속해있다. 거의 모든 구간이 지하에 있으며 23개의 역이 있다. 맨해튼 헬스키친(Hell's Kitchen)의 50번가, 및 자메이카의 169번가 사이의 핵심 구역은 1933년부터 1940년까지 단계적으로 인디펜던트 서브웨이 시스템(IND)에 의해 지어졌으며 1950년 자메이카-179번가 종착역이 개설되었다. 2015년 기준, 뉴욕 지하철에서 가장 바쁜 노선중 하나이며, 평일에 46만 명이 넘는 승객을 수송하고 있다.
퀸즈 블러바드 선의 동쪽 종착역은 4선로의 179번가(179th Street) 역이다. 이 노선은 서쪽에서 북서쪽으로 이어지면서 4선로가 되며, 완행 선로가 급행 선로 외부로 이어진다. 퀸즈 블러바드 선은 브라이어우드 서쪽에서 IND 아처 애비뉴 선과 포리스트힐스-71번로 서쪽에서 자메이카 야드(Jamaica Yard) 선로와 합쳐진다. 급행 선로와 완행 선로는 잭슨하이츠의 65번가에서 갈라지고 서니사이드의 36번가에서 다시 합류한다. 36번가 서쪽으로 63번가 터널을 경유하여 맨해튼으로 들어오면서 두 선로가 IND 63번가 선으로 분리된다. 롱아일랜드시티의 퀸즈 플라자에서부터 2선로로 좁아지고 60번가 터널 커넥션과 IND 크로스타운 선이 분리된다. 거기에서, 노선의 급행 선로가 8번로(Eighth Avenue)에서 남서쪽으로 돌기전에 53번가 아래서 맨해튼을 지나 운행하고, 50번가 역에서 끝난다. 퀸즈 플라자의 서쪽에 있는 2선로 구간은 IND 53번가 선(IND 53rd Street Line)으로도 알려져있다.
퀸즈 블러바드 선은 4개의 중첩 된 노선으로 운행된다. E 열차는 50번가 ~ 브라이어우드 간의 71번가 서쪽 구간을 따라 급행 운행한다. F는 36번가 ~ 71번로 간의 71번로 동쪽 구간을 따라 완행 운행한다. M, R은 71번로 서쪽 구간 완행으로 운행하는데, M은 5번로/53번가 역(Fifth Avenue/53rd Street) 서쪽으로, R은 퀸즈 플라자 서쪽으로 나뉜다. E와 F는 전시간 운행하나, M은 주중에서만, R은 심야를 제외한 주중,주말 전 시간에 운행한다. 심야 시간동안, E는 브라이어우드의 서쪽 구간에서 완행 정차를 한다. 이 경로는 평일에는 빈번한 인구 밀집을 경험하며, 퀸즈 블러바드 선의 열차는 시스템에서 출퇴근 시간에 가장 혼잡한 열차중 하나이다. 신호를 통신 기반 열차 제어 시스템으로 대체하기 위해, 노선에 대한 제안된 업그레이드는 노선 용량을 증가시킨다.

## 경로
IND 퀸즈 블러바드 선은 185번가(185th Street) 및 힐사이드 애비뉴의 남쪽에 각각 4개 선로와 복층으로 구성된 대형 차량 기지로 시작된다. 저상 선로와 고상 선로가 합쳐진 후 첫 역으로 자메이카-179번가(E, F 열차)이 있고, 힐사이드 애비뉴 아래의 복복선 지하철로 이어진다. 밴윅크 고속도로(Van Wyck Expressway)아래서 북쪽으로 꺾은 직후, 입체 교차는 복선 아처 애비뉴 선(E 열차)과 완행 및 급행 선로를 연결한다. 곧이어 퀸즈 대로(Queens Boulevard)에서 서쪽으로 돈다.

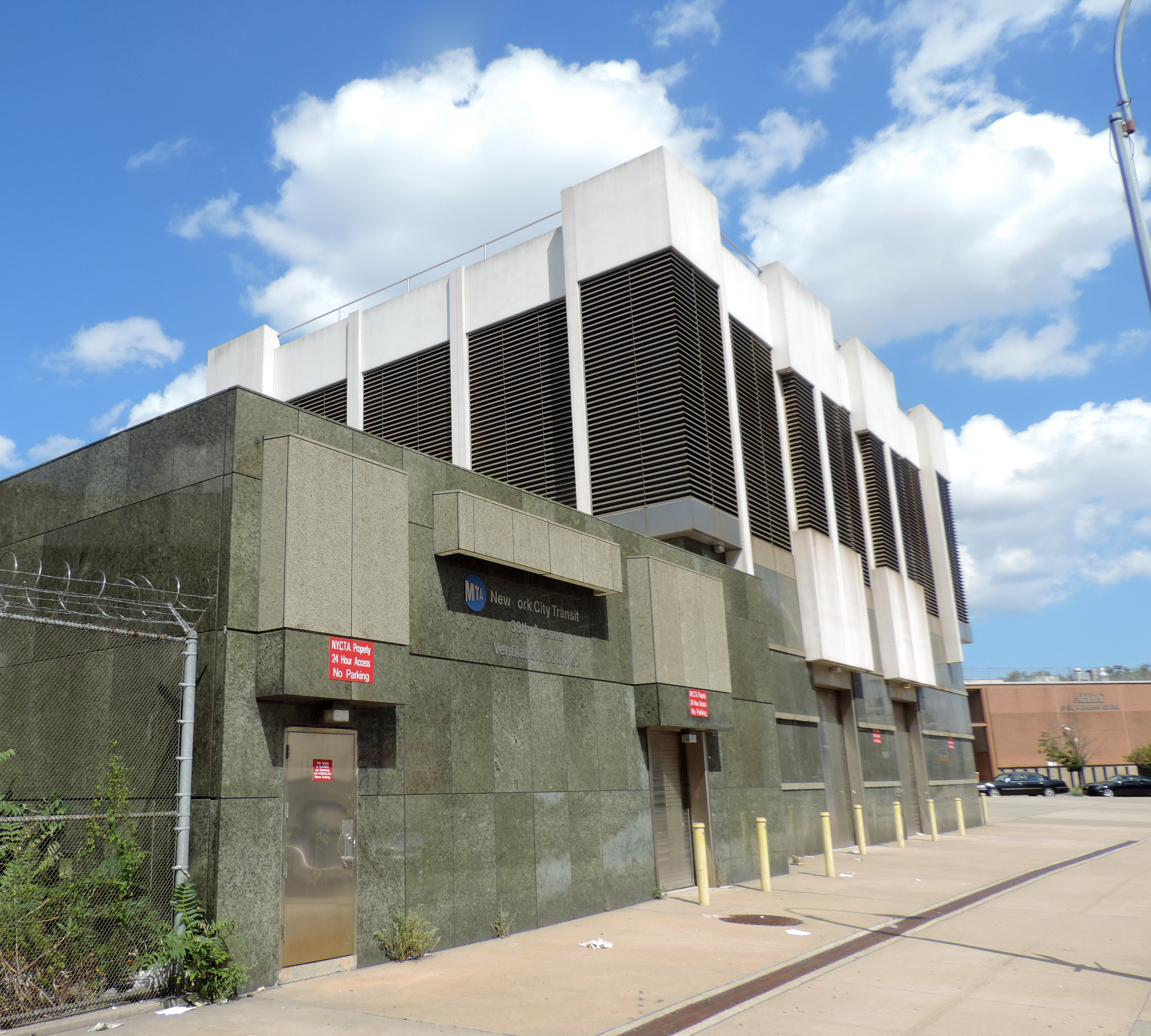
북부대로의 39번로(39th Avenue) 환기 건물

큐 가든스-유니온 턴파이크 역의 동쪽에 또 하나의 플라잉 정션이 동쪽 선로와 자메이카 야드(Jamaica Yard)를 연결한다. wye의 다른 쪽은 서쪽으로 돌아가 큐 가든스-유니온 턴파이크 서쪽으로 저심도 지하로 들어간다. 75번로 역을 지난 후,이 선로들은 다른 플라잉 정션에서 완행 및 급행 선로에 합류한다.
포리스트힐스-71번로에서 M과 R 열차는 서쪽 경로로 시작한다. 이 서쪽의(E, F, M, R 열차가 운행되는)노선은 퀸즈 대로 아래에서 그랜드 애비뉴-뉴타운 역 후 브로드웨이에서 북쪽으로 돈다. 잭슨 하이츠-루스벨트 애비뉴 역 근처에는, 주박용 역의 사용되지 않는 윗부분으로 IND 세컨드 시스템 지선의 버려진 무궤도 터널이 있다. 노선의 노던 블러바드 역 서쪽에서 브로드웨이와 북부대로(Northern Boulevard) 교차로에서 급행 선로가 노던대로 아래의 서쪽으로 돈다. 완행 선로는 브로드웨이 아래서 더 긴 선로로 남으며, 그 다음 남쪽으로 스테인웨이가를 지나고, 서쪽으로 다시 북부대로를 지난 후, 급행 선로에 다시 합류한다. 급행 선로가 완행 선로에서 갈라지는 이 형태는 뉴욕 지하철의 단 두 곳에 존재한다. (다른 곳은 IND 컬버 선의 7번로~처치 애비뉴 구간이다.)
노선이 36번가 역에서 나가면 복선 IND 63번가 선(F 열차)가 41번로 아래 맨해튼까지 가서 플라잉 정션에서 두 복선으로 나뉜다. 퀸즈 블러바드 선은 노던 대로에서 퀸즈 플라자(E, M, R 열차)까지 이어지며 또 다른 플라잉 정션에서 세 부분으로 나뉜다. 급행 선로(E, M 열차)는 44th 드라이브에서 맨해튼 쪽으로 이어지는 반면, 완행 선로는 60번가 터널 커넥션(R 열차)에서 북서쪽으로 돌거나, 잭슨 애비뉴(퀸즈플라자의 노던 블러바드 남부) 아래 IND 크로스타운 선(영업 운행 없음)에 이르는 두가지 경로로 나뉜다. 이 시점부터 퀸즈 블러바드 선에는 복선으로만 이루어진다.
이스트 강 아래의 53번가 터널을 통해 서쪽으로 계속 이어 맨해튼으로 이어진다. 렉싱턴 애비뉴/51-53번가 역 후, 서쪽 방면 선로가 동쪽 방면 선로 위로 올라간다. 5번로/53번가 후 플라잉 정션에서 서쪽 방면 선로가 IND 6번로 선의 남쪽 방면 완행 선로와 연결되며, 이 연결 선로와 IND 63번가 선의 병합으로 시작된다. 그 교차점에서 6번로 급행 선로는 퀸즈 블러바드 선의 남쪽에 있는 53번가에서 서쪽으로 향한다. 이 두 노선은 7번로에서 승강장을 공유하지만 연결 선로는 없다.
그 다음 퀸즈 블러바드 선은 5번로/53번가에 별도의 저상층 플랫폼이 있는 IND 8번로 선 아래로 남쪽으로 향한다. 그 다음 선로는 42번가/포트 오소리티 버스 터미널 역 북쪽의 8번로 선의 완행 및 급행 선로에 합류하기 위해 분할된다. 그 역에서 특별한 저상 승강장은 이전에 퀸즈 블러바드 선에서 남쪽으로 가는 단 하나의 선로를 제공하여 역 남쪽에 있는 8번로 선의 남행 선로를 합병했다.; IRT 플러싱 선의 확장을 위한 길을 마련하기 위해 장기간 사용되지 않는 승강장이 2013년 6월에 철거되었다.

## 범위 및 운행계통
|          | 시간대 | 시간대 | 시간대 | 노선구간                                                       |
| 주중     | 주말 | 심야 | | 노선구간                                                       |
| -------- | --- | --- | --- | -------------------------------------------------------------- |
| "E" 열차 | - 급행 (전노선 제한 출퇴근 운행) - 급행 (브라이어우드 이남, 오후 및 저녁시간대) - 급행 (포리스트힐스-71번로 이남, 주말운행) 완행 (포리스트힐스-71번로, 브라이어우드 경유, 주말) - 완행 (브라이어우드 이남, 심야) | - 급행 (전노선 제한 출퇴근 운행) - 급행 (브라이어우드 이남, 오후 및 저녁시간대) - 급행 (포리스트힐스-71번로 이남, 주말운행) 완행 (포리스트힐스-71번로, 브라이어우드 경유, 주말) - 완행 (브라이어우드 이남, 심야) | - 급행 (전노선 제한 출퇴근 운행) - 급행 (브라이어우드 이남, 오후 및 저녁시간대) - 급행 (포리스트힐스-71번로 이남, 주말운행) 완행 (포리스트힐스-71번로, 브라이어우드 경유, 주말) - 완행 (브라이어우드 이남, 심야) | 전시간 (제한 출퇴근 운행) 브라이어우드 이남 (그외 시간대)      |
| "F" 열차 | - 급행 (포리스트힐스-71번로 이남) 완행 (포리스트힐스-71번로 이북) | - 급행 (포리스트힐스-71번로 이남) 완행 (포리스트힐스-71번로 이북) | - 급행 (포리스트힐스-71번로 이남) 완행 (포리스트힐스-71번로 이북) | 36번가 이북                                                    |
| "M" 열차 | - 완행 (포리스트힐스-71번로 이남) | 서비스 없음 | 서비스 없음 | 5번로/53번가 및 포리스트힐스-71번로 경유 (주중)                |
| "R" 열차 | - 완행 (포리스트힐스-71번로 이남) | - 완행 (포리스트힐스-71번로 이남) | 서비스 없음 | 퀸즈 플라자 및 포리스트힐스-71번로 경유 (심야를 제외한 전시간) |

낮 시간 동안, 36번가과 포리스트힐스-71번로 사이의 구간에는 E, F, M, R의 네 가지 계통이 운행한다. M은 6번로 및 53번가를 통해 퀸즈 플라자 역까지 운행하며 주중에 포리스트힐스-71번로로 향한다. R은 브로드웨이 선과 60번가 터널에서 퀸즈 블러바드로 들어와 늦은 밤을 제외한 전시간 포리스트힐스-71번로로 향한다. F 열차는 63번가 선에서 IND 퀸즈 블러바드 선에 합류하고 포리스트힐스-71번로로 직행을 시작하기 전에 자메이카-179번가 역에서 전 시간에 완행 정차한다. E 열차는 8번로 선과 53번가에서부터 퀸즈 블러바드까지 운행되며, 브라이어우드 역 동쪽의 아처 애비뉴 선으로 가는 직행 노선(포리스트힐스-71번로 동쪽에서 모두 정차하고 저녁 늦은 시간에는 저녁과 주말을 제외하고는 전체 노선에서 완행으로 운영된다.)이 있다. 제한된 출퇴근 E 열차 또한 자메이카-179번가 역까지 운행한다.

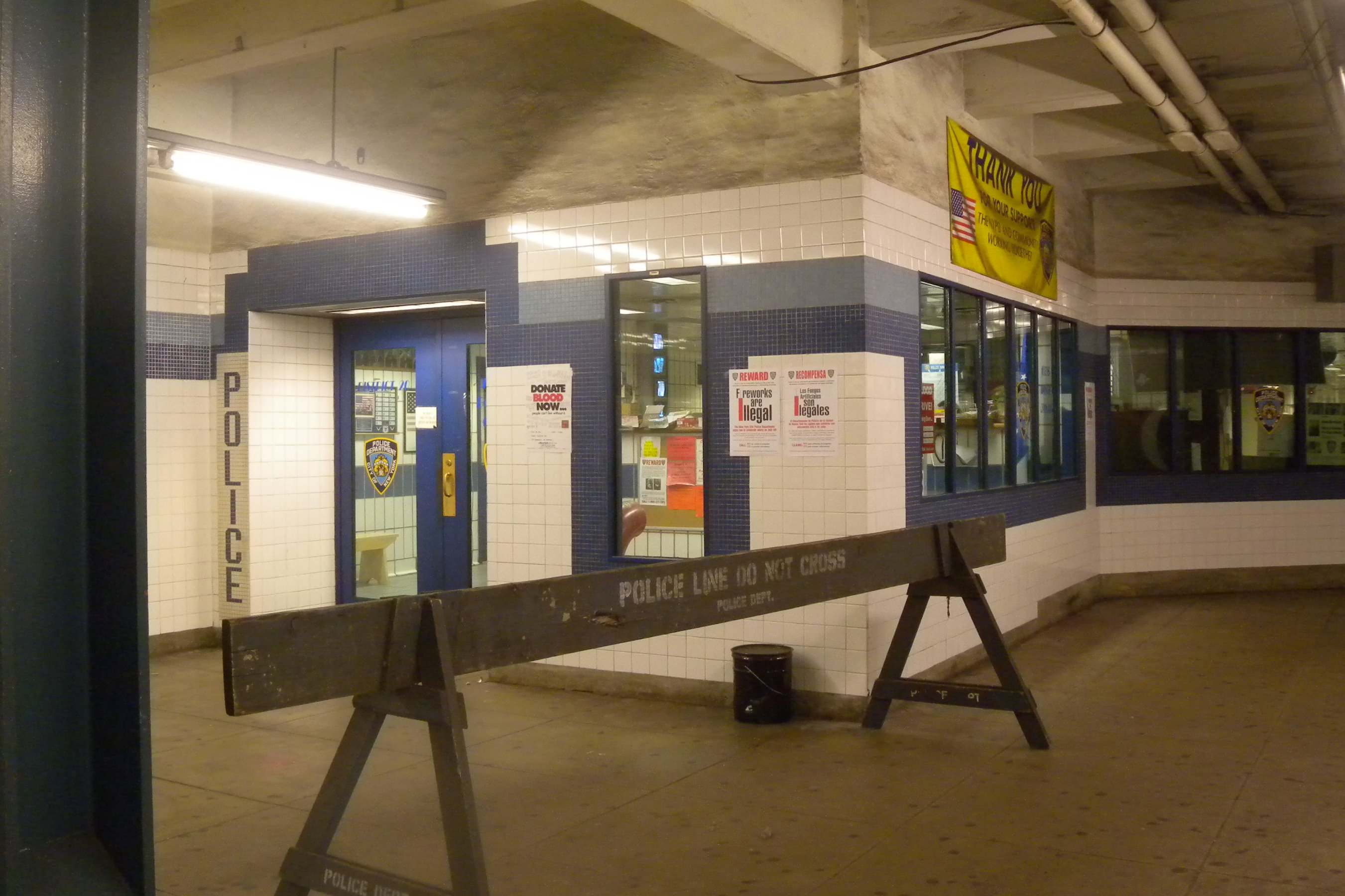
브라이어우드 역 경찰 본사

전체 노선은 브라이어우드에 본사가 있는 NYPD Transit Bureau District 20에서 순찰하고 있다.

## 연장 계획

### IND 세컨드 시스템

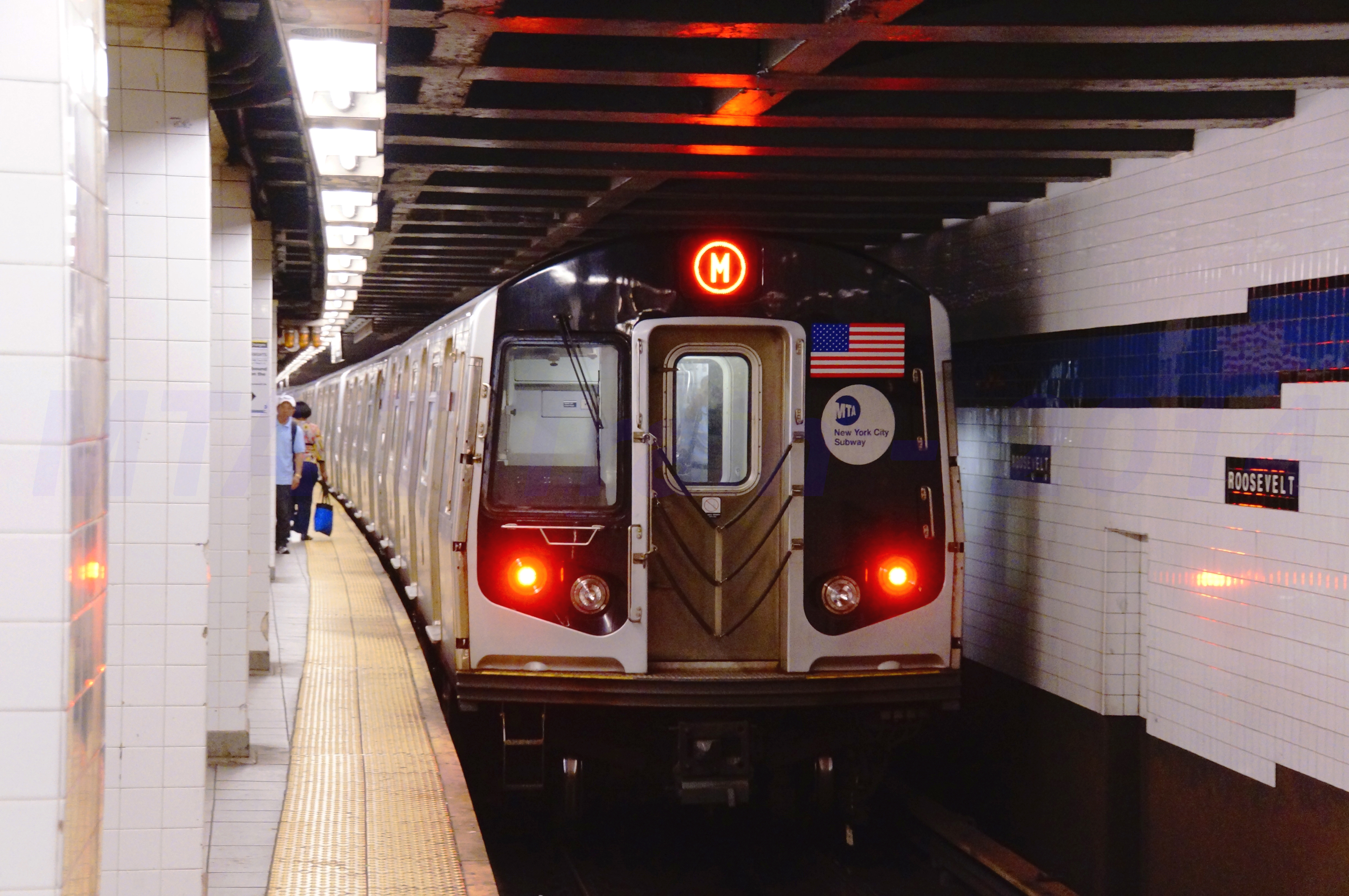
잭슨 하이츠-루스벨트 애비뉴 역에는 사용하지 않은 상부층이 있다.

퀸즈 블러바드 선은 원래 힐사이드 애비뉴(Hillside Avenue)를 따라 동부 퀸스로 연장될 계획이었다. 이 노선은 퀸즈 빌리지의 힐사이드, 스프링필드 대로 및 브래드독 애비뉴(후자의 두 곳은 구 '로키 힐 로드')의 교차로로 가거나, 나소 군 경계 근처의 벨레로즈에서 리틀넥 파크웨이까지 갈 계획이었다. 계약서에서 Route 108-Section 13이라고 불리는 스프링필드 대로(Springfield Boulevard)의 확장은 187번가, 197번가, 크로스 아일랜드 대로(Cross Island Boulevard, 오늘의 프랜치스 루이스 대로), 214번가, 스프링필드 대로의 터미널에서 5개의 역이있는 D3 및 D4 급행 선로의 2 선로 확장이었을 것이다. 스프링필드 대로를 제외한 모든 역에는 두 개의 상대식 승강장이 있었다. 힐사이드 애비뉴는 제안된 스프링필드 대로 역의 건설을 수용하기 위해 1930년대에 218번가와 229번가 구간에서 넓혀졌다. 1950년에 179번가로 확장하는 과정의 일환으로 힐사이드 애비뉴를 통해 동쪽으로 더 멀리 연장 할 수 있는 조항이 마련되었다. 179번가의 동쪽에는 차량 기지로 사용되는 2개 선로가 두 개의 층별로 있다. 상위층은 동쪽으로 확장하려는 의도였고 하위층은 항상 열차를 교대 및 보관하는 데 사용되었습니다. 상위층의 선로는 하위층 선로보다 길고 상위 선로는 범퍼 블록에 나무 파티션이 있다. 184번가까지 선로가 계속된다.
노선에 있는 여러 역은 IND 세컨드 시스템(IND Second System)의 일부로 다른 연장을 위한 조항도 가지고 있다. 루즈벨트 애비뉴 역에는 락어웨이 행의 퀸즈 크로스타운 선으로 가는 역의 동쪽에 추가적인 고가 승강장과 벨마우스 조항이 있다. 63rd 드라이브-레고 파크 역에는 LIRR 본선(화이트포트 정션)과의 교차점 부근에 있는 롱아일랜드 철도의 구 락어웨이 비치 지선의 비활성 부분에 직접 연결되는 유사한 벨마우스가 있다. 서쪽으로 한 정거장 떨어진 우드하벤 블러바드 역은 급행역으로 변환될 수 있는 조항이 있다. 브라이어우드 역의 동쪽에는 현재 밴 윅크 대로(Van Wyck Boulevard, 지금의 밴 윅크 고속도로)를 따라 존 F 케네디 국제 공항의 현재 위치인 락어웨이 대로로 확장된 추가 선로가 있었다. 이 제안들 중 어느 것도 자금 지원을 받지 못했고 브라이어우드 벨마우스만 향후 연장에 사용되었고 락어웨이 선은 IND 풀튼 스트리트 선에 연결되었다.

### 행동 계획
1960년대 중반 MTA의 행동 계획(Program for Action)에 제안되었을 때, 아처 애비뉴와 63번가(63rd Street) 지하철 노선은 퀸즈 블러바드 선 서비스 주요 확장 계획에서의 두 부분이었다. 63번가 터널은 퀸즈 블러바드 선과 2번로 지하철(Second Avenue Subway)간 서비스를 용이하게 했으며, 루스벨트 아일랜드의 서쪽 벨마우스를 지나 미드타운 및 로어맨해튼 방향인 남쪽으로 향한다. 이 분기기류늠 2번로 지하철의 3번째 및 4번째 단계에 사용될 수 있다. LIRR 락어웨이 비치 지선에 대한 환승 제안은, 도시 철도 노선이 없는 외부 퀸스 지역으로 다른 LIRR 노선을 따라 제안된 지선과 함께 재연되었다. 1970년대 중반과 1980년대 초반에 완료할 예정이었으나, 이 계획(그 중 가장 중요한 것은 아래에 개략적으로 설명되어 있음)은 1970년대 재정 위기로 인해 틀어져서 아처 애비뉴 및 63번가 선의 완공이 지연되었다.

#### "초급행" 선

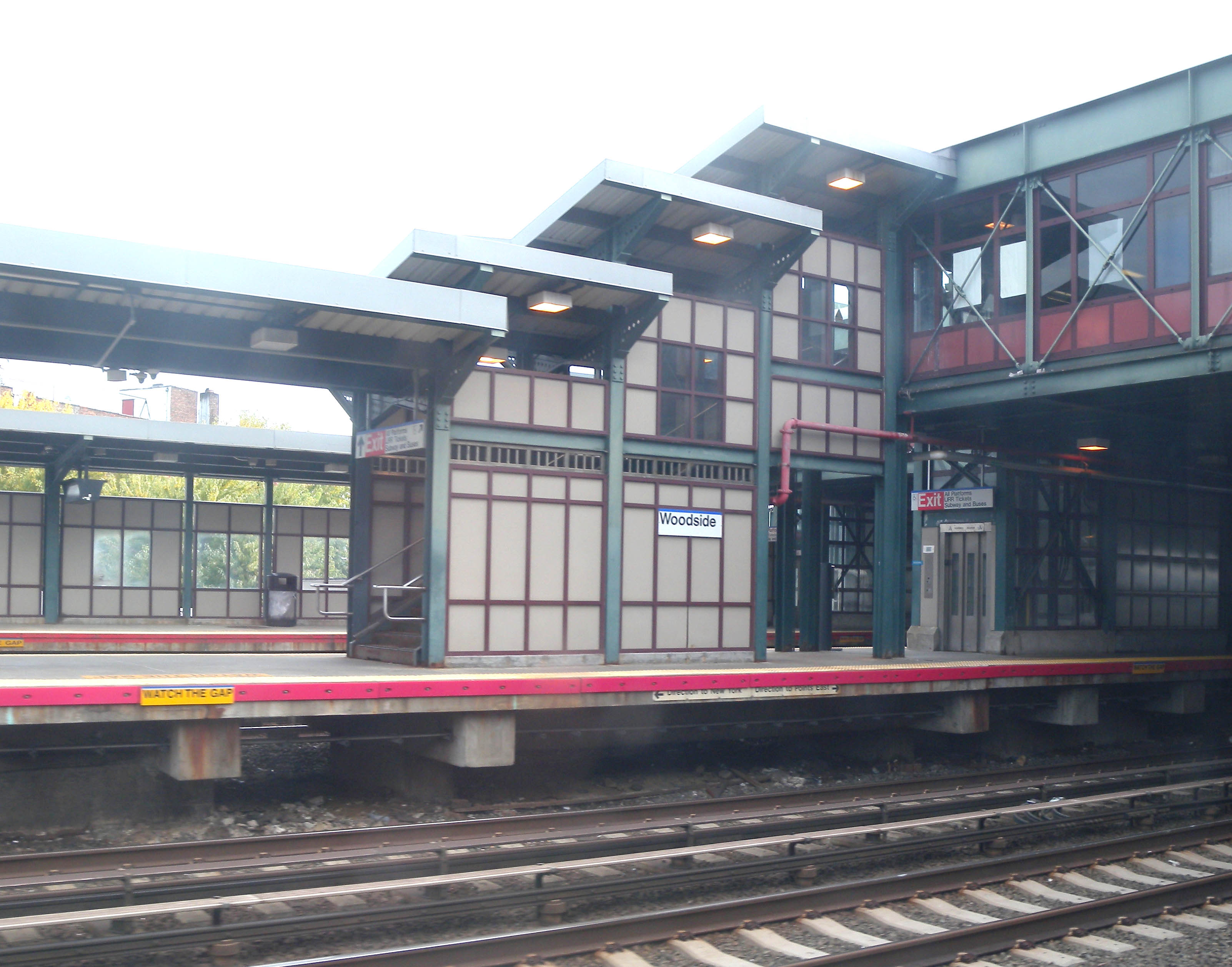
노선의 "초급행" 바이 패스는 우드사이드에 역을 건설할 예정이다.

아처 애비뉴 및 와 63번가 노선은 퀸즈 블러바드 선의 "초급행(super-express)"우회로로 연결될 예정이며, 우회로는 LIRR 본선(이전에는 '락어웨이 비치 지선'에서 사용)의 여섯개 선로 중 두 개를 사용할 예정이다. 현재 사용되지 않는 이 노선은, 최대 시속 70 마일 속도로 열차를 운행할 수 있다. 이 노선은 21번가-퀸스브리지 동쪽의 63번가 선에서 60번가 및 53번가 터널을 이용할 수 있다.
동쪽 끝에는 화이트포트 정션 근처에서 LIRR 통행권을 남겨두고 71번로 역 근처의 퀸즈 블러바드 선으로 옐로스톤 대로를 따라 나갔다. 71번로 역은 퀸즈 블러바드 본선 궤도에 다시 합류하기 전에, 현재 역 남쪽에 건설된 저상층의 초급행 선로가 있는, 2계층 또는 3계층 역으로 변환될 예정이다.
현재의 우드사이드 LIRR 역에서 도중정차를 계획하고, 퀸즈 플라자에 인접한 북부대로에서 63번가 선로 역을 추가로 계획했다. 우회로와 계획중인 우드사이드 역은 메인 라인이 포트 워싱턴 지선과 합쳐지는 윈필드 정션 서쪽의 사유지로 LIRR 메인 라인을 확장할 필요가 있었으며, 서니사이드 야드의 선로 배열을 재구성 해야했다. 이후에 제안으로 LIRR 몬타우크 지선(더 이상 승객 운행을 받지 않음)을 통해 아처 애비뉴 선으로 직접 우회로를 연결하는 것을 제안했다.
우회로를 건설 할 계획은 1985년 말까지 있었지만, 우회로의 대안으로 북부대로의 퀸즈 블러바드 선 연결로가 건설되었다. 우회로에서 공사가 시작되면서 터널 끝 부분에 벨마우스가 세워졌다.

#### 노스이스턴 퀸스 선
이번에 덜 알려진 또 다른 계획은 우드하벤 블러바드 근처의 퀸즈 블러바드 본선에서 분기하고 퀸즈 칼리지의 롱아일랜드 익스프레스웨이(LIE) 간선에서 키세나 대로(Kissena Boulevard)로, 나중에는 프레시미도우스와 베이사이드로 이어지는 지선이다. 이 "노스이스턴 퀸스"노선 또는 Route 131-C는 익스프레스웨이의 계획된 확장과 함께 건설될 예정이고, 지하철 궤도는 고속도로 또는 서비스 도로 아래에, 또는 시카고 도시철도의 블루 라인과 비슷한 방식으로 LIE 중앙부에 배치될 예정이다. 우드하벤 블러바드 역은 기존의 규정을 사용하여 급행 역으로 변환될 예정이다. 레프락 시티 근처의 99번가, 메인가 및 키세나 대로의 종착역에 세 번째 새로운 역이 건설될 것이다. 메인 스트리트에는 3개의 선로와 2개의 섬식 승강장이 있었다. 키세나 대로의 종착역 동쪽에는 2층의 보존 선로가 있어 동쪽으로 확장 할 수 있었다. 익스프레스웨이 건설에 앞서 호레이스 하딩 대로(Horace Harding Boulevard)라고 불렀던 60번가 터널의 동쪽 BMT 브로드웨이 선의 연장선인 간선을 따라 유사한 선이 1939년 IND 세컨드 시스템 계획에 제안되었다.

#### 사우스이스트 퀸스 선
LIRR 지선을 따라 제안된 노선 중 가장 주요한 곳으로 아처 애비뉴 지하철에서 로커스트 매너 지선을 따라 스프링필드가든스로 이어지는 "사우스이스트 퀸스"연장이 있는데, 원래 목적은 퀸즈 블러바드 확장선과 아처 애비뉴 선 사이 구간이다. 이는 자메이카 센터 역의 동쪽에 있는 기존 공급품을 사용할 예정이고, 2개의 전용 지하철 선로의 설치, 새로운 역의 건설 및 통행권에 따른 기존 시설의 전환을 필요로 한다.

## 역 목록
| 역 서비스 범례                        | 역 서비스 범례                            |
| ------------------------------------- | ----------------------------------------- |
| 전 시간대에 정차                      | 전 시간대에 정차                          |
| 새벽 시간대를 제외한 전 시간대에 정차 | 심야 시간대를 제외한 전 시간대에 정차     |
| 새벽 시간대에만 정차                  | 심야 시간대에만 정차                      |
| 새벽 시간대와 주말에 정차             | 심야 시간대와 주말에 정차                 |
| 평일에만 정차                         | 평일에만 정차                             |
| 러시아워 시간대의 혼잡 구간에만 정차  | 출퇴근 시간대의 혼잡 구간에만 정차        |
| 시간대 세부 정보                      |                                           |
|                                       |                                           |
| 장애인 접근                           | 미국 장애인법 적용 역                     |
| ↑                                     | 미국 장애인법에 따라 화살표만 표시하는 역 |
| ↓                                     | 미국 장애인법에 따라 화살표만 표시하는 역 |
|                                       | 중이층으로만 이동가능한 엘리베이터        |

| 인근 위치                                      | | 역 (한글)                   | 역 (영문)                        | 선로      | 운행 계통                     | 개업일자         | 환승 및 참고 |
| ---------------------------------------------- | --- | --------------------------- | -------------------------------- | --------- | ----------------------------- | ---------------- | --- |
| 퀸스                                           | |                             |                                  |           |                               |                  | |
| 자메이카                                       | | 자메이카-179번가            | Jamaica–179th Street             | 모두 정차 | 틀:NYCS Queens Hillside       | 1950년 12월 10일 | Q3 버스를 통해 JFK 공항 이용 가능 |
| 자메이카                                       | | 169번가                     | 169th Street                     | 완행      | 틀:NYCS Queens Hillside local | 1937년 4월 24일  | Q3 버스를 통해 JFK 공항 이용 가능 |
| 자메이카                                       | | 퍼슨스 블러바드             | Parsons Boulevard                | 모두 정차 | 틀:NYCS Queens Hillside       | 1937년 4월 24일  | |
| 자메이카                                       | | 서트핀 블러바드             | Sutphin Boulevard                | 완행      | 틀:NYCS Queens Hillside local | 1937년 4월 24일  | Q44 셀렉트 버스 서비스 |
| 자메이카                                       | IND 아처 애비뉴 선(틀:NYCS Archer IND)과 합쳐짐                                                                |                             |                                  |           |                               |                  | |
| 브라이어우드                                   | | 브라이어우드                | Briarwood                        | 완행      | 틀:NYCS Queens east local     | 1937년 4월 24일  | Q44 셀렉트 버스 서비스 |
| 자메이카 야드와 선로 연결                      | |                             |                                  |           |                               |                  | |
| 큐 가든스                                      | | 큐 가든스-유니온 턴파이크   | Kew Gardens–Union Turnpike       | 모두 정차 | 틀:NYCS Queens east           | 1936년 12월 31일 | Q10 버스를 통해 JFK 공항 이용 가능 |
| 포리스트힐스                                   | | 75번로                      | 75th Avenue                      | 완행      | 틀:NYCS Queens east local     | 1936년 12월 31일 | |
| 포리스트힐스                                   | 자메이카 야드와 선로 연결; 이전 IND 세계 박람회 선과 선로 연결                                                 |                             |                                  |           |                               |                  | |
| 포리스트힐스                                   | | 포리스트힐스-71번로         | Forest Hills–71st Avenue         | 모두 정차 | 틀:NYCS Queens                | 1936년 12월 31일 | |
| 레고 파크                                      | | 67번로                      | 67th Avenue                      | 완행      | 틀:NYCS Queens local          | 1936년 12월 31일 | |
| 레고 파크                                      | | 63rd 드라이브-레고 파크     | 63rd Drive–Rego Park             | 완행      | 틀:NYCS Queens local          | 1936년 12월 31일 | |
| 엘름허스트                                     | | 우드하벤 블러바드           | Woodhaven Boulevard              | 완행      | 틀:NYCS Queens local          | 1936년 12월 31일 | |
| 엘름허스트                                     | | 그랜드 애비뉴-뉴타운        | Grand Avenue–Newtown             | 완행      | 틀:NYCS Queens local          | 1936년 12월 31일 | |
| 엘름허스트                                     | | 엘름허스트 애비뉴           | Elmhurst Avenue                  | 완행      | 틀:NYCS Queens local          | 1936년 12월 31일 | |
| 잭슨하이츠                                     | | 잭슨 하이츠-루스벨트 애비뉴 | Jackson Heights–Roosevelt Avenue | 모두 정차 | 틀:NYCS Queens                | 1933년 8월 19일  | IRT 플러싱 선 (7 ) : 74번가-브로드웨이 Q70 셀렉트 버스 서비스 – 라과디아 링크를 통해 라과디아 공항 이용 가능 Q47 버스를 통해 라과디아 공항 이용 가능(마린 에어 터미널에만 정차) |
| 우드사이드                                     | | 65번가                      | 65th Street                      | 완행      | 틀:NYCS Queens local          | 1933년 8월 19일  | |
| 우드사이드                                     | 급행 선로가 아래 층으로 내려감. (틀:NYCS Queens express)                                                       |                             |                                  |           |                               |                  | |
| 우드사이드                                     | | 노던 블러바드               | Northern Boulevard               | 완행      | 틀:NYCS Queens local          | 1933년 8월 19일  | |
| 급행 선로가 분리 (틀:NYCS Queens express)      | |                             |                                  |           |                               |                  | |
| 애스토리아                                     | | 46번가                      | 46th Street                      | 완행      | 틀:NYCS Queens local          | 1933년 8월 19일  | |
| 애스토리아                                     | | 스테인웨이 스트리트         | Steinway Street                  | 완행      | 틀:NYCS Queens local          | 1933년 8월 19일  | |
| 급행 선로가 다시 합류 (틀:NYCS Queens express) | |                             |                                  |           |                               |                  | |
| 롱아일랜드시티                                 | | 36번가                      | 36th Street                      | 완행      | 틀:NYCS Queens local          | 1933년 8월 19일  | |
| 롱아일랜드시티                                 | IND 63번가 선으로 분리 (틀:NYCS 63rd IND)                                                                      |                             |                                  |           |                               |                  | |
| 롱아일랜드시티                                 | | 퀸즈 플라자                 | Queens Plaza                     | 모두 정차 | 틀:NYCS Queens Plaza          | 1933년 8월 19일  | |
| 롱아일랜드시티                                 | IND 크로스타운 선(틀:NYCS Crosstown north) 및 60번가 터널 커넥션(틀:NYCS 60th Connection)으로 나뉘는 완행 선로 |                             |                                  |           |                               |                  | |
| 롱아일랜드시티                                 | Elevator access to mezzanine only                                                                              | 코트 스퀘어-23번가          | Court Square–23rd Street         | 급행      | 틀:NYCS Queens 53rd           | 1939년 8월 28일  | IND 크로스타운 선 (G ) IRT 플러싱 선 (7 <7> ) |
| 맨해튼                                         | |                             |                                  |           |                               |                  | |
| 53번가 터널                                    | |                             |                                  |           |                               |                  | |
| 미드타운 맨해튼                                | | 렉싱턴 애비뉴-53번가        | Lexington Avenue–53rd Street     | 급행      | 틀:NYCS Queens 53rd           | 1933년 8월 19일  | IRT 렉싱턴 애비뉴 선 (틀:NYCS Lexington local) : 51번가 |
| 미드타운 맨해튼                                | | 5번로/53번가                | Fifth Avenue/53rd Street         | 급행      | 틀:NYCS Queens 53rd           | 1933년 8월 19일  | |
| 미드타운 맨해튼                                | IND 6번로 선(틀:NYCS Sixth Queens) 분기와 연결됨                                                               |                             |                                  |           |                               |                  | |
| 미드타운 맨해튼                                | | 7번로                       | Seventh Avenue                   | 급행      | E                             | 1933년 8월 19일  | IND 6번로 선 (틀:NYCS Sixth 53rd) |
| 미드타운 맨해튼                                | [ b ] | 50번가                      | 50th Street                      | 급행      | E                             | 1933년 8월 19일  | IND 8번로 선 (A C ) (같은 방향으로만 환승 가능) |
| 미드타운 맨해튼                                | IND 8번로 선(틀:NYCS Eighth 50th)과 합쳐짐                                                                     |                             |                                  |           |                               |                  | |

## 참고
1. ↑  이 총계는 퀸즈 블러바드 선에 있는 역의 총 승객수를 더함으로써 달성된다.[1]
2. ↑  남행 전용